# Jurgen Vogli
Jurgen Vogli (ur. 12 czerwca 1993 w Peqin) – albański piłkarz, grający na pozycji obrońcy. W sezonie 2021/2022 zawodnik KF Luzi United. Reprezentował młodzieżowo kraj. 

## Kariera klubowa

### Początki (2012–2014)
Wychowanek Shkumbini Peqin, do pierwszego zespołu przebił się w 2012 roku. W tym klubie zadebiutował 20 kwietnia w meczu przeciwko Bylis Ballsh, przegranym 2:0, grając całe spotkanie. Łącznie zagrał tam 27 meczów. 

### KF Elbasani (2014)
22 sierpnia 2014 roku został wypożyczony do KF Elbasani. W tym klubie zadebiutował 31 sierpnia w meczu przeciwko FK Kukësi, przegranym 3:0, grając cały mecz. Łącznie zagrał 15 meczów. Do Peqin wrócił pod koniec roku.

### Dalsza kariera (2015–)
1 stycznia 2015 trafił do KS Lushnja.
31 sierpnia 2015 wrócił do Shkumbini.
20 września 2016 trafił do Egnatia Rrogozhinë.
18 sierpnia 2018 został graczem Teuta Durrës. Nie zagrał tam żadnego meczu ligowego.
22 stycznia 2019 roku ponownie został graczem Egnatia Rrogozhinë.
15 września 2021 roku został graczem KF Luzi United.

## Kariera reprezentacyjna
Zagrał jedno spotkanie w kadrze U-21.